# Poliinos
Los Poliinos son un grupo de compuestos orgánicos con alternancia de enlaces covalentes simples y triples. El ejemplo más simple es el diacetileno o buta-1,3-diino.HC≡C-C≡CH. 
Al igual que los cumuleno s, los poliinos se distinguen de las otras cadenas orgánicas por su rigidez, lo que los hace viables para nanotecnología molecular. Los poliinos se encuentran en las nubes moleculares interestelares en donde el hidrógeno es escaso.
El poliino sintético más largo que se ha reportado contiene 22 unidades de acetileno y se encuentra sustituido con grupos triisopropilsililo en los extremos. El poliino de longitud infinita es un compuesto hipotético llamado carbino, uno de los alótropos de carbono

## Presencia en la naturaleza

### En plantas
Los mono y poliinos naturales se encuentran en muchas plantas y muchos de ellos tienen propiedades farmacológicas y toxicológicas. El ácido 8,10-octadecadiinoico (1) fue aislado de la corteza de la raíz de Paramacrolobium caeruleum (Loranthaceae). Los tallos y las hojas de especies pertenecientes a esta familia han sido utilizados para el tratamiento del cáncer en Indonesia. 
La tiarrubrina B (2) es un pigmento aislado de la planta Ambrosia trifida. Estas especies han sido utilizadas para tratar infecciones de la piel y como desparasitantes intestinales por nativos de África y Canadá.
La corteza y las raíces del garrote del Diablo (Oplopanax horridus) es utilizado por los nativos de América para tratar diversos padecimientos. Uno de los poliinos aislados de esta fuente es el oplopandiolacetato (3). El ácido dihidromatricárico (4) es un poliino obtenido de las cantáridas (Cantharidae). Otros compuestos acetilénicos incluyen la enantotoxina, la cicutoxina, la carotatoxina y el falcarinol.
Debido a las posibles propiedades medicinales de los poliinos, varios procedimientos de síntesis se están estudiando con la esperanza de que estos se pueden replicar industrialmente por síntesis orgánica. Muchos de estos procedimientos implican un acoplamiento de Cadiot-Chodkiewicz.

### Poliinos espaciales
Los radicales octatetrainilo y hexatriinil han sido detectados en el espacio.

### Lista de mono y poliinos encontrados en diversos seres vivos
| Nombre común             | Estructura | Nombre IUPAC                                                                                            | Fuente                                           |
| Ácido tarírico           |            | Ácido 7-nonadecinoico                                                                                   | Picramnia tariri                                 |
| Ácido santálbico         |            | Ácido (10Z)-heptadec-10-en-8-inoico                                                                     | Santalum album                                   |
| Ácido pirúlico           |            | Ácido (10E)-heptadec-10-en-8-inoico                                                                     | Pyrularia pubera, Heisteria silvanii             |
| Ácido crepenínico        |            | Ácido (9Z)-octadec-9-en-12-inoico                                                                       | Crepis foetida                                   |
| Ácido escleropírico      |            | Ácido heptadec-16-en-12-inoico                                                                          | Scleropyrum wallichianum                         |
| Ácido heistérico         |            | Ácido (7Z,11E)-octadeca-7,11-dien-9-inoico                                                              | Heisteria silvanii                               |
| Ácido fomalénico C       |            | Ácido (9R)-octadeca-9,10-dieno-12,14-diinoico                                                           | Phoma sp.                                        |
| Ácido orofeico           |            | Ácido octadec-17-eno-9,11,13-triinoico                                                                  | Orophea enneandra                                |
| Ácido corticático A      |            | Ácido (4Z,15Z,23E)25-hidroxiheptacosa-4,15,23-trieno-2,18,26-triinoico                                  | Petrosia corticata                               |
| Panaxacol                |            | (9R,10R)-9,10-dihidroxiheptadeca-4,6-diin-3-ona                                                         | Panax ginseng                                    |
| Falcarinol               |            | (3S,9Z)-heptadeca-1,9-dieno-4,6-diin-3-ol                                                               | Falcaria vulgaris                                |
| Ácido dehidromatricárico |            | Ácido nona-4,6,8-triinoico                                                                              | Solidago altissima                               |
| Enantotoxina             |            | (2E,8E,10E,14R)-heptadeca-2,8,10-trieno-4,6-diino-1,14-diol                                             | Oenanthe crocata                                 |
| Cicutoxina               |            | (8E,10E,12E,14S)-heptadeca-8,10,12-trieno-4,6-diino-1,14-diol                                           | https://es.m.wikipedia.org/wiki/Cicuta_virosa sp |
| Panaxitriol              |            | (3R,9S,10S)-Heptadec-1-en-4,6-diino-3,9,10-triol                                                        | Panax ginseng                                    |
| Carotatoxina             |            | (10E)-Heptadeca-1,10-dien-5,7-diin-3-ol                                                                 | Daucus carota                                    |
| Oploxina A               |            | (1R,6S)-1-[(2R,3S)-3-heptiloxiran-2-il]octa-2,4-diino-1,6-diol                                          | Oplopanax elatus                                 |
| Estrongilodiol D         |            | Ácido (6R)-1,6-dihidroxi-25-metilhexacosa-2,4,15-triinoico                                              | Petrosia sp.                                     |
| Haliclonina              |            | Ácido (25E) 4,5,6,27,32,36,41,44-octahidroxi-14-oxohexatetraconta-25-eno-2,30,33,46-tetrainoico         | Haliclona                                        |
| Capilina                 |            | 1-Fenilhexa-2,4-diin-1-ona                                                                              | Artemisia nilagirica                             |
| Wierona                  |            | Ácido (2E)-3-{5-[(4Z)-1-metilenhept-4-en-2-inil]-2-furil}acrílico                                       | Vicia faba                                       |
| Condriol                 |            | (2E,3R,7R,8R)-2-(1-bromopropiliden)-7-cloro-8-[(2Z)-pent-2-en-4-inil]-3,6,7,8-tetrahidro-2H-oxocin-3-ol | Chondria oppositiclada,                          |